# Джек Брейсінгтон
Джек Брейсінгтон (англ. Jack Brasington; нар. 9 вересня 1976) — колишній американський тенісист.
Найвищу одиночну позицію світового рейтингу — 125 місце досяг 29 липня, 2002, парну — 315 місце — 16 червня, 2003 року.
Найвищим досягненням на турнірах Великого шолома було 2 коло в одиночному розряді.

## Титули на челленджерах

### Одиночний розряд: (1)
| Ранг | Рік  | Турнір                                     | Покриття | Суперник у фіналі | Рахунок у фіналі |
| ---- | ---- | ------------------------------------------ | -------- | ----------------- | ---------------- |
| 1.   | 2002 | Джоплін (Монтана), Сполучені Штати Америки | Тверде   | Кевін Кім         | 6–3, 1–6, 6–3    |

### Парний розряд: (1)
| Ранг | Рік  | Турнір                                        | Покриття | Партнер      | Суперники у фіналі      | Рахунок у фіналі |
| ---- | ---- | --------------------------------------------- | -------- | ------------ | ----------------------- | ---------------- |
| 1.   | 2002 | Lexington Challenger, Сполучені Штати Америки | Тверде   | Гленн Вейнер | Брендон Коуп Ерік Тайно | 6–2, 4–6, 7–5    |